# Nataradźa

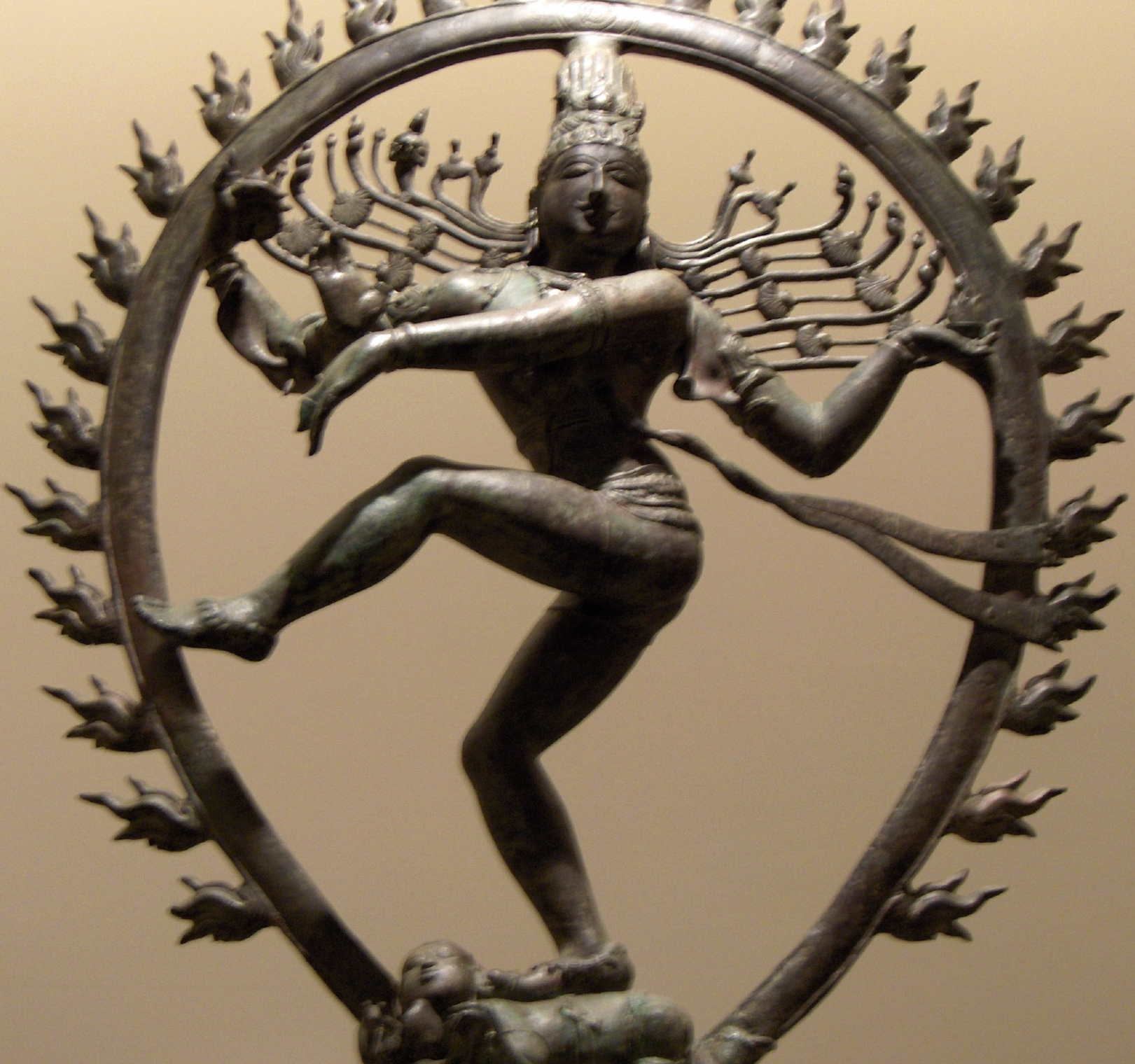
Posąg Śiwy przedstawionego jako Nataradża

Nataradźa, tamil. நடராசர், ang. Nataraja – jedna z form boga Śiwy. W języku tamilskim odpowiednikiem Nataradźy jest கூத்தன் Kuttan.

## Ikonografia
Śiwa-Nataradźa ma lewą nogę uniesioną, skierowaną na prawo i ugiętą w kolanie, a prawą również ugiętą w kolanie. Prawą stopą stoi na zabitym demonie Apasmara co symbolizuje zwycięstwo tego boga nad niewiedzą.
W pierwszej ręce Śiwa trzyma damaru (bębenek w kształcie dwóch stożków), co jest symbolem stworzenia, a także jedności dwóch przeciwstawnych pierwiastków: wody i ognia, pierwiastka męskiego i żeńskiego.
Druga dłoń Śiwy jest uniesiona co oznacza opiekę i ochronę, którą otacza on świat.
W trzeciej ręce Śiwy płonie ogień, świadczący o tym, że gdy odpowiedni termin nadejdzie świat zostanie zniszczony.
Czwarta ręka Śiwy wskazuje na jego uniesioną stopę, która jest symbolem zbawienia i wyzwolenia.
Śiwę-Nataradźę otacza krąg płomieni, oznaczający, że prawdziwa boska natura rzeczywistości jest ukryta przed człowiekiem.

## Taniec
Nataradźa to powszechne indyjskie hinduistyczne przedstawienie Śiwy jako Boskiego tancerza, podczas swojego tańca. Taniec Śiwy symbolizuje nieustannie dokonywane przez niego niszczenie i tworzenie wszechświata.

## Recepcja
Taka forma Śiwy znajduje w licznych mandirach, najczęściej w postaci posągu czy rzeźby. Najsławniejsza z nich znajduje się w Ćidambaram, w Tamil Nadu.